# Округ Пембина (Северна Дакота)
Пембина (енгл. Pembina County) је округ у америчкој савезној држави Северна Дакота.

## Демографија
По попису из 2010. године број становника је 7.413, што је 1.172 (-13,7%) становника мање него 2000. године.
| Група             | 2000.         | 2010.         |
| Белци             | 8.058 (93,9%) | 6.947 (93,7%) |
| Афроамериканци    | 13 (0,2%)     | 21 (0,3%)     |
| Азијати           | 18 (0,2%)     | 11 (0,1%)     |
| Хиспаноамериканци | 264 (3,1%)    | 190 (2,6%)    |
| Укупно            | 8.585         | 7.413         |